# Ðulići (Czarnogóra)
Ðulići (cyr. Ђулићи) – wieś w Czarnogórze, w gminie Andrijevica. W 2011 roku liczyła 101 mieszkańców.